# Aire d'attraction de Pontarlier
L'aire d'attraction de Pontarlier est un zonage d'étude défini par l'Insee pour caractériser l’influence de la commune de Pontarlier sur les communes environnantes. Publiée en octobre 2020, elle se substitue à l'aire urbaine de Pontarlier, qui comportait 20 communes dans le zonage de 2010.

## Définition
L'aire d'attraction d'une ville est composée d’un pôle, défini à partir de critères de population et d’emploi ainsi que d’une couronne constituée des communes dont au moins 15 % des actifs travaillent dans le pôle. Le pôle d’attraction constitue ainsi un point de convergence des déplacements domicile-travail,.

## Géographie
L’aire d'attraction de Pontarlier est une aire inter-départementale qui comporte 50 communes : 49 situées dans le Doubs et 1 dans le département du Jura (Bief-du-Fourg). 

### Carte

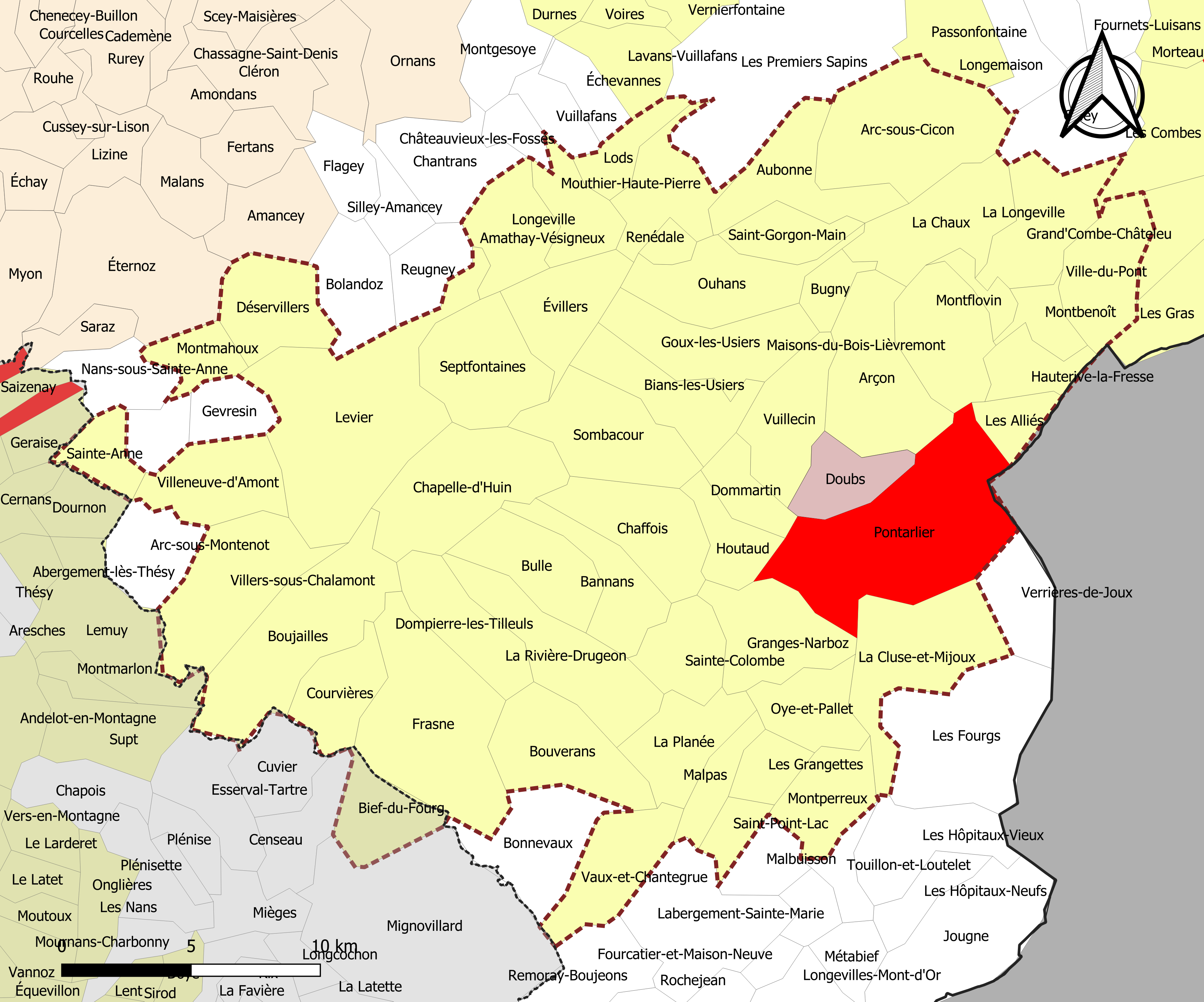
Carte de l'aire d'attraction de Pontarlier.
Commune-centre
Commune du pôle principal
Commune de la couronne

### Composition communale
| Catégorie                 | Département | Communes | Communes |
| Catégorie                 | Département | Nombre   | Libellé |
| ------------------------- | ----------- | -------- | --- |
| Commune-centre            | Doubs       | 1        | Pontarlier. |
| Commune du pôle principal | Doubs       | 1        | Doubs. |
| Communes de la couronne   | Doubs       | 47       | Les Alliés, Amathay-Vésigneux, Arçon, Arc-sous-Cicon, Aubonne, Bannans, Boujailles, Bouverans, Bugny, Bulle, Chaffois, Chapelle-d'Huin, La Chaux, La Cluse-et-Mijoux, Courvières, Déservillers, Dommartin, Dompierre-les-Tilleuls, Évillers, Frasne, Granges-Narboz, Les Grangettes, Houtaud, Levier, Lods, Longeville, Maisons-du-Bois-Lièvremont, Malpas, Pays-de-Montbenoît, Montmahoux, Montperreux, Mouthier-Haute-Pierre, Ouhans, Oye-et-Pallet, La Planée, Renédale, La Rivière-Drugeon, Sainte-Anne, Sainte-Colombe, Saint-Gorgon-Main, Saint-Point-Lac, Septfontaines, Val-d'Usiers, Vaux-et-Chantegrue, Villeneuve-d'Amont, Villers-sous-Chalamont, Vuillecin. |
| Communes de la couronne   | Jura        | 1        | Bief-du-Fourg. |

## Démographie
Cette aire est catégorisée dans les aires de 50 000 habitants à 200 000 habitants.